# 章國均
章國鈞（？—？），清朝官員，本籍湖南。監生出身。

## 生平
章國鈞於1867年（同治6年）接替夏允達，任臺灣府淡水廳艋舺縣丞一職，是大臺北地區的地方父母官。